# Borejszycha
Borejszycha (biał. Барэйшыха, Barejszycha; ros. Борейшиха, Boriejszicha) – chutor na Białorusi, w obwodzie grodzieńskim, w rejonie ostrowieckim, w sielsowiecie Michaliszki.

## Warunki naturalne
Chutor położony jest na terenie Rezerwatu Krajobrazowego Jeziora Soroczańskie, w pobliżu jezior Gubieza i Jodzkiego.

## Historia
Pod zaborami i w II Rzeczypospolitej zaścianek. W XIX i w początkach XX w. położona była w Rosji, w guberni wileńskiej, w powiecie zawilejskim/święciańskim, w gminie Aleksandrya. Po I wojnie światowej pod administracją polską, w Zarządzie Cywilnym Ziem Wschodnich. W latach 1920–1922 w składzie Litwy Środkowej.
Od 11 kwietnia 1922 leżała w Polsce, w województwie wileńskim, w powiecie święciańskim, w gminie Aleksandrowo/Żukojnie.
Po II wojnie światowej w granicach Związku Sowieckiego. Od 1991 w niepodległej Białorusi.